# Psalis approximata
Psalis approximata är en fjärilsart som beskrevs av Walker 1865. Psalis approximata ingår i släktet Psalis och familjen tofsspinnare. Inga underarter finns listade i Catalogue of Life.